# Славянские городища
Славянские городища — поселения древних славян, обладающие общим набором черт.
Как правило, к славянским городищам относятся исчезнувшие поселения дохристианской эры, датированные VI—XII вв. На основе других выросли города (Нитра) и предместья (Вавель, Кёпеник) поздних времен. Следы славянских городищ обнаруживают на территории Восточной Европы между Балтийским и Черными морями (Белоруссия, Венгрия, Германия, Молдавия, Польша, Россия, Словакия, Чехия и Украина).
Поселения располагались на высоких берегах рек и были ограждены насыпными валами, рвами и бревенчатыми частоколами. Славянские жилища обыкновенно представляли собой землянки. В центре поселений располагалась площадь. Недалеко от городищ обнаруживают курганные могильники со следами кремированных на погребальном костре трупов.
Характерным женским украшением были височные кольца. Основным занятием населения было земледелие (ячмень, рожь, просо, пшеница), животноводство (корова, лошадь, свинья, курица и собака) и ремесло.
Сельхозинвентарь железный: сошники, топоры, долото, ножи, косы, серпы.
Керамика лепная, слабоорнаментированная, часты находки сковородок и мисок. Помимо хозяйственных объектов имелись и культовые — капища, обычно находившиеся на холме со следами идолов и костров.